# Biblis
Biblis – miejscowość i gmina w Niemczech, w kraju związkowym Hesja, w rejencji Darmstadt, w powiecie Bergstraße.
Znajduje się tu nieczynna elektrownia jądrowa Biblis